# یواس‌اس سرو (اس‌پی-۱۱۸۹)
یواس‌اس سرو (اس‌پی-۱۱۸۹) (به انگلیسی: USS Cero (SP-1189)) یک کشتی بود که طول آن ۴۰ فوت (۱۲ متر) بود. این کشتی در سال ۱۹۱۵ ساخته شد.